# Серро-Сантьяго
Серро-Сантьяго -- один із найвищих шлакових конусів вулканічного поля, що оточують місто Хутьяпа на півдні Гватемали. 

## Дивись також
- Список вулканів Гватемали